# Скала (фильм)
«Скала» (англ. The Rock) — американский остросюжетный триллер 1996 года, второй полнометражный фильм режиссёра Майкла Бэя, спродюсированный Доном Симпсоном и Джерри Брукхаймером и написанный Дэвидом Вайсбергом, Дугласом С. Куком и Марком Роснером. В фильме снимались Шон Коннери, Николас Кейдж и Эд Харрис, а роли второго плана исполнили Майкл Бин, Уильям Форсайт, Дэвид Морс и Джон Спенсер.
В фильме Пентагон направляет команду, состоящую из химика ФБР и бывшего капитана SAS с командой «Морских котиков», для проникновения на Алькатрас, где отставной генерал и группа морских пехотинцев-разведчиков захватили всех туристов на острове и угрожают запустить ракеты, начинённые нервно-паралитическим газом, по Сан-Франциско, если только правительство США не выплатит 100 миллионов долларов ближайшим родственникам 83 человек, погибших при выполнении заданий, которыми руководил генерал и которые Пентагон отрицал.
Картина посвящена памяти Дона Симпсона, который умер за пять месяцев до выхода фильма. Фильм был выпущен компанией Buena Vista Pictures Distribution 7 июня 1996 года. Фильм получил положительные отзывы критиков и был номинирован на 69-ю премию «Оскар» за лучший звук. В Индии в 2003 году вышел ремейк картины под названием Возвращение к жизни.

## Сюжет
Бригадный генерал Корпуса морской пехоты США Френсис Хаммел (Эд Харрис), командовавший разведывательным спецотрядом морской пехоты FORECON (Force Recon) во времена Вьетнамской и Первой иракской войн, потерял в ходе нескольких секретных операций 83 подчинённых и до предела возмущён тем, что правительство отказалось выплачивать компенсации их семьям — ведь официально этих операций не было. Ради восстановления справедливости Хаммел решается на крайние меры. Его отряд совершает налёт на базу хранения химического оружия и похищает ракеты со смертоносным газом VX. Затем Хаммел захватывает в заложники группу туристов, приехавших на заброшенный остров-тюрьму Алькатрас и персонал, всего 81 человека. Он произносит ультиматум по телефону директору ФБР, угрожая нанести ракетный удар по Сан-Франциско. Его требование перечислить на счёт 100 миллионов долларов. 83 миллиона генерал планирует разделить между семьями погибших сослуживцев, а остальное поделить между участниками акции.
Командование решает послать на остров команду ВМС США DEVGRU. Она должна под водой доплыть до острова, через сеть подземных туннелей пробраться к пусковым установкам и обезвредить их охрану. Группе придают специалиста по химическому и биологическому оружию Стэнли Гудспида (Николас Кейдж), противодействующего угрозам уровня «омега». Однако никто не знает план подземных туннелей — ведь они неоднократно перестраивались. Никто, кроме бывшего агента МИ-6, а также в прошлом сотрудника SAS, капитана Джона Патрика Мэйсона (Шон Коннери). Ему удалось выкрасть важные правительственные секреты, после его поимки Великобритания отреклась от него, и он провёл 33 года в заключении без предъявления какого-либо официального обвинения. В ходе разговора с директором Мейсон совершает побег. Гудспид преследует его по Сан-Франциско. Мейсон встречается со своей дочерью, которая не верит, что его освободили. Появившийся Гудспид убеждает её в обратном, таким образом ему удаётся завоевать доверие Мейсона. Параллельно командование лихорадочно готовит массированную бомбардировку острова бомбами с недавно изобретённой термоплазмой, способной нейтрализовать VX.
Через подземные туннели штурмовая группа проникает в душевую Алькатраса, где попадает в засаду. Генерал пытается уговорить их сложить оружие и сдаться, обещая никого из них не убивать. Командир спецназа Андерсон отказывается сдаться, создается максимальное напряжение между противоборствующими сторонами, один из подручных генерала не намеренно провоцирует перестрелку (уронив камень), в результате которой из группы в живых остаются только Гудспид и Мэйсон. Последний собирается уйти, но Стэнли раскрывает ему правду про опасность, грозящую Сан-Франциско. Мэйсон хочет спасти дочь, а Гудспид — беременную невесту.
Вдвоём им удаётся обезвредить почти все ракеты, затем истребляют отряд морпехов подручных генерала Хаммела, Хаммел угрожает убить заложника если те не сдадутся и ему не вернут микрочипы управления ракетами. Мэйсон собирается перехитрить Хаммела, чтобы дать Стэнли немного времени, но их захватывают в плен. Командование Пентагона и ФБР и военные думают. В связи с тем, что группа вторжения погибла и принимают запасной план военных воздушный удар с самолётов бомбардировщиков, F/A-18C с бомбами термоплазмой, которая убьёт всех при атаке. На следующий день Мэйсон и Гудспид освобождаются из камер. Когда срок, назначенным Хаммелом для выплаты выкупа, истекает, он и его люди настаивают о том, чтобы он запустил ракету на город. С трудом её запускают, но генерал меняет перенаправление так, чтобы она упала в море и взорвалась. Капитаны Фрай и Дэрроу сталкиваются с ним, между террористами возникает спор. Хаммел объясняет им, что угроза запуска ракеты была тщательно продуманным блефом, поскольку он не собирается причинять вред невинным гражданским лицам. Хаммел отказывается выполнить угрозу и приказывает морским пехотинцам покинуть Алькатрас с оставшимся заложниками и оставшиеся ракетой, чтобы прикрыть их отступление, поскольку он берёт вину на себя. Фрай и Дэрроу понимая, что им не заплатят, восстают против Хаммела и между взбунтовавшимися морпехами начинается перестрелка и генерал погибает в стычке, в том числе гибнут во время стрельбы майор Бакстер, защищая Хаммела и сержант Крипс, Мэйсон прикрывает  Стэнли и генерала, который смертельно ранен. Генерал успевает сообщить Гудспиду где находится последняя ракета и умирает. После стрельбы Фрай и Дэрроу разделяются приступают к плану по ракетному обстрелу по Сан-Франциско. Джон и Стэнли вступают в схватку с наёмниками морпехами. В то время как Мэйсон истребляет оставшихся пехотинцев наёмников Хаммела. Стэнли обезвреживает последнюю ракету, затем в финальном бою побеждает Дэрроу и Фрая. Когда самолёты приближаются Стэнли подаёт сигналы зелёной шашкой однако, к этому моменту пилот уже успел сбросить бомбу, которая к счастью упала не там, где рассчитывали военные, и не стала причиной гибели заложников и самого Гудспида, от сброшенной бомбы с самолёта взрывом его отбросило в море но его спасает Мэйсон.
Несмотря на то, что Мэйсону обещана свобода в случае успеха, директор ФБР уничтожает приказ о помиловании. Зная об этом ещё до высадки на остров, после завершения успешной операции Стэнли сообщает по рации, что Мэйсон погиб. Тот скрывается, рассказывая в благодарность Гудспиду о местонахождении секретных документов, накопленных в своё время Эдгаром Гувером. Среди этих документов — сведения об убийстве Джона Кеннеди, документы об инопланетянах в Розуэлле и тому подобное.
В конце фильма Стэнли с женой похищают из церкви ножку скамьи, в которой спрятаны секретные микрофильмы, разоблачающие правду об убийстве Джона Кеннеди.

## В ролях
| Актёр               | Роль                                                               |
| ------------------- | ------------------------------------------------------------------ |
| Шон Коннери         | капитан SAS и MI6 Джон Патрик Мэйсон (в отставке)                  |
| Николас Кейдж       | специальный агент ФБР, доктор Стенли Гудспид                       |
| Эд Харрис           | бригадный генерал Корпуса морской пехоты США Френсис Ксавье Хаммел |
| Джон Спенсер        | директор ФБР Джеймс Вумак                                          |
| Дэвид Морс          | майор Корпуса морской пехоты США Том Бакстер                       |
| Уильям Форсайт      | специальный агент ФБР Эрнест Пакстон                               |
| Майкл Бин           | командир SEAL ВМС США Андерсон                                     |
| Ванесса Марсел      | Карла Песталоцци (невеста Гудспида, католичка)                     |
| Джон Макгинли       | капитан Корпуса морской пехоты США Хендрикс                        |
| Тони Тодд           | капитан Корпуса морской пехоты США Дэрроу                          |
| Грегори Спорледер   | капитан Корпуса морской пехоты США Фрай                            |
| Букем Вудбайн       | ганнер-сержант Корпуса морской пехоты США Крисп                    |
| Рэймонд Круз        | сержант Корпуса морской пехоты США Рохас                           |
| Клэр Форлани        | Джейд Анжело (дочь Мейсона)                                        |
| Дэнни Нуччи         | лейтенант SEAL Шепард                                              |
| Джеймс Кэвизел      | пилот истребителя F-18                                             |
| Стюарт Уилсон       | генерал Аль Крамер (в титрах не указан)                            |
| Сэм Уиппл           | заложник Ларри Хендерсон                                           |
| Дэвид Маршалл Грант | начальник отдела кадров Белого Дома Хейден Синклер                 |
| Ксандер Беркли      | доктор Лоннер                                                      |
| Филип Бейкер Холл   | главный судья (в титрах не указан)                                 |

## Съёмки
На роль Гудспида планировали Арнольда Шварценеггера, но он отказался, потому что ему не понравился сырой (на тот момент) сценарий; впоследствии актёр сожалел об отказе. Над сценарием фильма работали Квентин Тарантино, Джонатан Хенсли и Аарон Соркин, но они не числятся в титрах (особенно данным фактом был разочарован Хенсли). Британская команда сценаристов Дик Клемент и Ян Френаис была приглашена для доработки сценария по просьбе самого Шона Коннери — для того, чтобы те переписали реплики его персонажа, но в итоге они переработали большую часть диалогов. Также Николас Кейдж предложил идею, что Гудспид не должен употреблять бранные слова.
Во время съёмок Алькатрас был открыт для публики вплоть до 15 декабря 1995 года. На время съёмок Шон Коннери проживал на острове в специально построенном домике. Сцена с выбрасыванием сотрудника ФБР с балкона отеля «Фэйрмонт» привела к встревоженным звонкам местных жителей. Погоня на машинах, которой не было в оригинальном сценарии, возникла благодаря Майклу Бэю. Некоторые бойцы из команды «морских котиков» были сыграны настоящими спецназовцами.
Работая над характером генерала Хаммела, Дон Симпсон просмотрел 60-минутный документальный фильм, посвящённый отказу правительства США признать солдат, погибших во время секретных зарубежных миссий, а затем прочитал мемуары полковника Дэвида Хэкворта, в которых резко критиковалось планирование США во время войны во Вьетнаме. По описанию Джонатана Хенсли получился «действительно убедительный злодей: солдат с благородной целью, но, к сожалению, психотическим средством». Фотография, на которой генерал Хаммел (Эд Харрис) запечатлён во Вьетнаме, была взята из фильма «Пограничная полоса» (1980), где Харрис снимался с Чарльзом Бронсоном.
Бывший агент МИ-6 в исполнении Шона Коннери — явный намек на постаревшего Джеймса Бонда, однако имя Бонда в фильме ни разу не упоминается.

## Награды
«Скала» выиграла несколько незначительных наград, включая «Лучший дуэт» для Коннери и Кейджа на MTV Movie Awards, фильм также был номинирован на «Оскар» за лучший звук. До 2022 года был единственным фильмом Майкла Бэя, получившим «свежий» рейтинг (66 %) на веб-сайте Rotten Tomatoes.